# 凱羅·忍
凱羅·忍（英語：Kylo Ren），本名班·索羅，是《星際大戰》電影系列的一名虛構反派角色，由亞當·崔佛飾演，首次登場於《STAR WARS：原力覺醒》。故事中，班·索羅為莉亞·歐嘉納與韓·索羅之子。根據星戰官方網站，他擁有強大的原力。他曾接受其舅父絕地武士路克·天行者的訓練，後被史諾克和白卜庭吸引至原力黑暗面，渴望和外祖父達斯·維達一樣強大，但也在一段串衝突以及失誤中成長並得到開解後回到原力光明面（變回班·索羅），並協助芮徹底消滅白卜庭。
《原力覺醒》上映後，觀眾對此角色評價褒貶不一：許多人欣賞凱羅·忍性格還未成形導致的自我矛盾與內心衝突，並認為亞當·崔佛成功地詮釋了角色的複雜與深度，也對該角還有相當大的發展空間表示期待；但也有不少人對凱羅·忍的脆弱性格表示失望，並認為演員在劇中摘下頭盔後的扮相不夠凶狠。

## 概念和創造
根據電影《原力覺醒》的導演J·J·亞柏拉罕所言，凱羅·忍和先前星戰世界的反派不同，他並不是西斯武士。他效力於熟悉黑暗原力的第一軍團最高領導人史诺克（Snoke）。「忍」（Ren）類似「達斯」是一種頭銜。J·J·亞柏拉罕表示：「他在加入自稱忍武士（Knights of Ren）的團體時得到這個名字。」凱羅·忍的本名「班·索羅」應來自於星際大戰非正史角色「班·天行者」——其名來自路克·天行者的啟蒙老師歐比王·肯諾比的化名「班·肯諾比」。
擔任《原力覺醒》編劇的勞倫斯·卡斯丹描述凱羅·忍「是個情緒化的人」，並且表示：「我寫過四部星戰電影的劇本，還沒出現過這一類的角色。《原力覺醒》將會是個全新的冒險故事。」J·J·亞柏拉罕說忍「並非一般捻著鬍鬚的壞人」，他比那更複雜。凱羅·忍效力的第一軍團是受第二次世界大戰的納粹餘黨所啟發。第一軍團崇拜銀河帝國，欲完成帝國未竟的大業。他們視黑武士達斯·維達為烈士，凱羅·忍則為他的崇拜者。
造型設計上，《原力覺醒》的服裝設計師麥可·卡普蘭在接受時代雜誌採訪時表示，一開始他和J·J·亞柏拉罕討論過非常多種的外貌，接著亞柏拉罕希望凱羅·忍擁有能讓小孩印象深刻的特徵，於是後來便選上了這個設計——擁有能夠反射凱羅·忍眼前景物顏色的銀色線條面罩。亞柏拉罕表示電影會解釋頭盔的由來，但設計基本上是向黑武士達斯·維達致敬，「凱羅·忍很清楚過去發生了什麼事，這是劇情的一部份。」使大家議論紛紛的新型光劍則是凱羅·忍自己打造的，形態正如其人——粗糙而危險。
《原力覺醒》上映前，娛樂周刊採訪J·J·亞柏拉罕曾詢問凱羅·忍的設定是否為路克·天行者的相反——在第一部星戰電影（拍攝時間上）《曙光乍現》中，路克·天行者是從農場出身的無名小卒，卻擁有能夠撼動銀河帝國的能力，最終成為英雄；而忍也許是對應的反派，即將撼動星戰的世界。對此，J·J·亞柏拉罕只回應道：「這正是忍獨一無二的原因，他還未塑造完成，不像當初我們遇見的黑武士。」

## 角色的刻畫

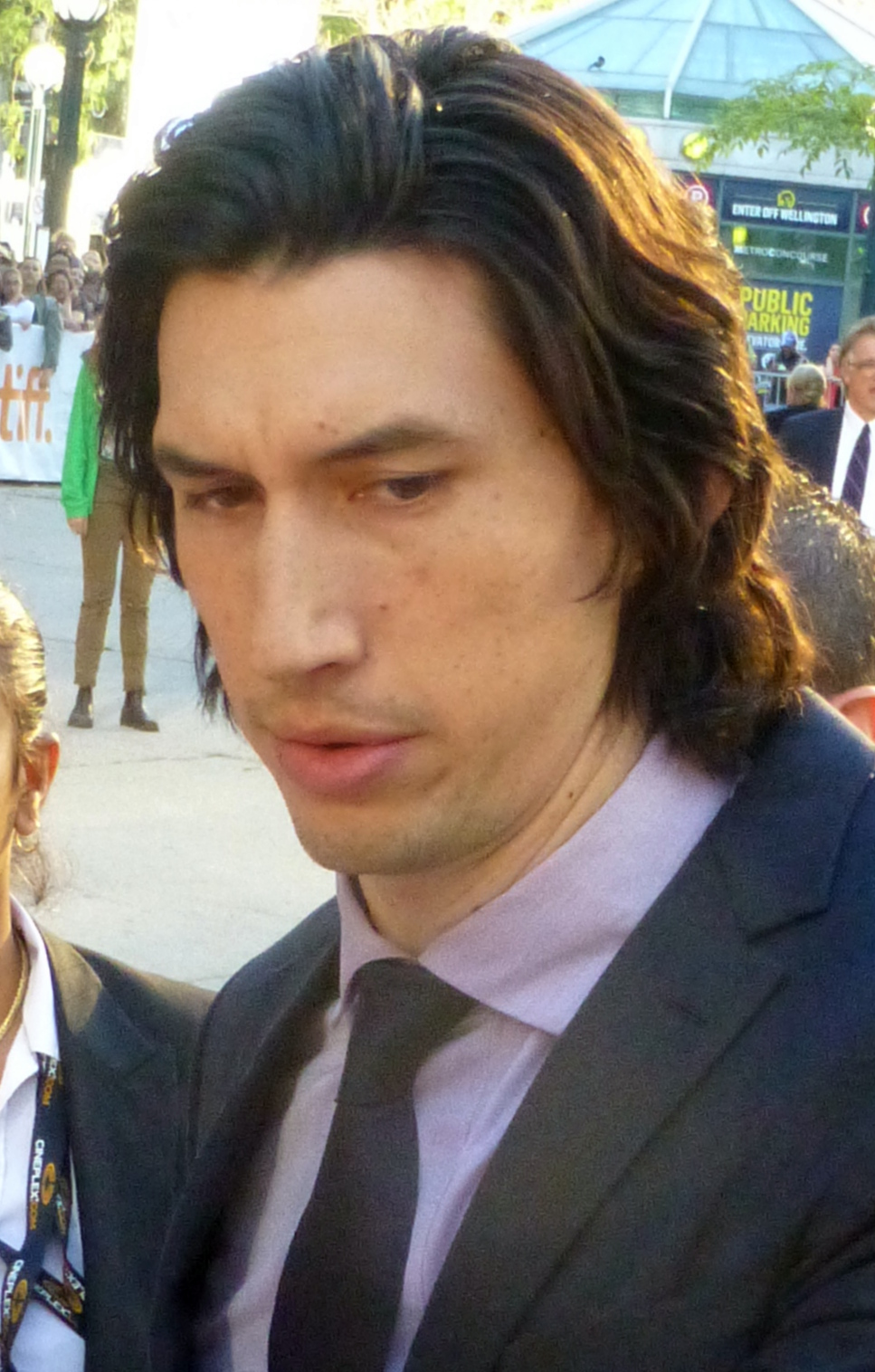
凱羅·忍的演員及配音者為亞當·崔佛

凱羅·忍的飾演者於2015年5月4日第一次被公開，確認為飾演美國影集《女孩我最大》中亞當·薩克勒（Adam Sackler）的亞當·崔佛，之前都只是傳言。電影《原力覺醒》的導演J·J·亞柏拉罕一開始並沒有凱羅·忍的腳本，只是告訴其飾演者亞當·崔佛劇情大約會怎麼發展、他大概要怎麼做。
J·J·亞柏拉罕認為亞當·崔佛是非常認真的演員，即使沒在拍攝也在揣摩此角，例如在拍攝忍激動的時刻之前會以大吼做準備，並認為「他有種能夠完美詮釋凱羅·忍的殘暴」。

## 登場

### 《原力觉醒》故事之前
宣告银河帝国皇帝白卜庭与其执行者達斯·維達（Darth Vader）的毁灭的恩多战役一年后，莉亞与韓·索羅育有一子，被取名为班·索羅（Ben Solo），他被取这个名字是为了纪念班·肯諾比（Ben Kenobi），也就是旧绝地歐比王·肯諾比的曾用名。
班·索羅生活在这样的一个家庭中：父亲韓·索羅尽管结了婚但仍然不愿呆在一个固定的地方而是常常东奔西跑，母亲莉亞是一名受人尊敬的新共和国议员。确实，韓与莉亞的天性差异使得他们之间的婚姻产生了摩擦与碰撞。就在本因为种种家庭原因而陷入迷惑与失落中时，他受到史諾克的诱惑并背叛了路克并最终剿灭了同辈绝地，使得路克不能完全重塑绝地，他也堕入了原力的黑暗面。在他活跃于恩多战役后的三十年，他已然是黑暗面“忍武士团”的一名成员，同时也是“第一軍團”的一名相关人物。他抛却了“班·索羅”这个名字，取而代之的是“凱羅·忍”。他为第一軍團的最高领袖斯诺克效力，意图彻底消灭抵抗勢力和绝地。尽管他本人不是西斯，但是，他对自己的外祖父達斯·維達，一名西斯尊主（Sith Lord）却非常着迷。

### 原力覺醒（2015）

「我將完成你的使命。」——凱羅·忍對黑武士的頭盔殘骸

凱羅·忍首次登場於星際大戰系列中的第七部電影《原力覺醒》。
劇中，凱羅·忍奉命尋找消失已久的絕地大師路克·天行者，他来到了皮里欧星球，在通过原力读心技能，从渡鸦号船长戴尔·米可那里得知洛桑·特卡把地图拿去贝欧拉星球，经过一番尋找，凱羅·忍最终在賈庫（Jakku）星一个村落找到了洛桑·特卡，然而此时洛桑·特卡把关于卢克·天行者的地图秘密地交给波·戴姆倫，在审问无果后，凱羅·忍一气之下用光剑劈死了他，同时也捉到新共和國所屬的抵抗勢力的X翼戰機駕駛員的波，凱羅·忍用原力迫使他說出記錄著路克躲藏星球的地圖儲存在逃脫的BB-8機器人身上，並循線追查到BB-8在一個女孩那。
走私客韓索羅保護女孩和其叛逃第一軍團的風暴兵同伴芬恩前往抵抗勢力（The Resistance）的地盤尋求庇護，中途並道出了路克的消失是由於一名絕地學徒背叛了他。後來凱羅·忍在第一軍團和抵抗勢力的衝突中帶走看過地圖的女孩，芮。凱羅·忍试图通过原力读心技能从芮的记忆中找到地图的信息，然而让他意想不到的是: 芮是一个不寻常的原力敏感者，在入侵芮记忆中的时候偶然激发了她的原力潜能，导致凱羅·忍反被芮读心，并讀取其恐懼：永遠無法和黑武士達斯·維達一樣強大。
随后在弑星者基地战役中，他遇見前來拯救芮並試圖摧毀第一軍團要塞弒星者基地的父亲: 韓·索羅，韓道出了凱羅·忍的真實姓名：班。并试图用温暖的心感化他，然而，这并不能使凱羅·忍回归光明面。爲了完成自己黑暗面的訓練以及想到其父亲曾经对他長期忽視，凱羅·忍刺死了自己的父亲韓·索羅; 由于自己突如其来的黑暗面冲动导致的弑父，使得他处于一种精神麻痹的状态；而此时，狂怒的丘巴卡用弩枪一炮擊傷了忍，迫使其撤走。
在丛林里，他找到了芮和芬恩，并与之战斗。由于之前身受槍傷使自己实力下降，导致一度被前第一軍團風暴兵的芬恩壓制。于是忍便在回到认真状态下，一击砍穿了芬恩的颈椎而重傷。之后便与芮战斗，儘管凱羅·忍一度壓制芮，但凱羅對芮的勸誘，加上她自身原力開始覺醒，在未经系统训练的情况下她再度讓已覺醒的原力發揮出來，实力一下子压倒了凱羅·忍，凯洛最后被打得倒地不起，并留下一道橫跨臉及頸部的光劍傷痕。
最後凱羅·忍被第一軍團的人帶走，前去完成他師父最後的訓練，而弑星者基地被抵抗组织摧毀。

### STAR WARS：最後的絕地武士
隨後，凱羅·忍回到第一軍團的旗艦: 超級滅星艦“至上號”上，因為凱羅忍之前的表現不佳引起師父史諾克的不滿而遭到惡言斥責並出言不遜，激怒了凱羅·忍並企圖攻擊師父，而史諾克則立即使用原力閃電將其擊飛，並將忍趕出去，在對自己過去的無限憎恨下，他砸掉了自己曾經的頭盔，並穿上更接近西斯的衣服和披風。投入到戰鬥指揮中。
某次凱羅忍與芮在「不知什麼原因」而以原力方式發生多次「連結」，兩個敵人從彼此產生怨恨後開始慢慢轉為平和。自從聽完凱羅忍的供述後，芮了解路克當年深感外甥班·索羅心中滋長黑暗，在恐懼驅使之下一度欲殺害班。儘管他最後沒有痛下殺手，但因為舉動被班所目睹，讓班經此變故後一夜間徹底墮落至黑暗面成為現在的凱羅·忍。(芮找路克對峙時才完全確認這真相); 而凱羅忍也逐漸了解到芮的過去，了解到芮的父母賣掉了她，最後雙雙死去。
而在攔截抵抗勢力艦隊時，母親莉亞透過原力感知到其子凱羅忍亦參與此次的襲擊，就在凱羅忍猶豫是否要對其母親所在的巡洋艦艦橋進行轟炸時，母子之間的原力感應令凱羅忍無法痛下殺手。莉亞所在的艦橋卻被凱羅忍另外兩架同僚戰機發射的質子魚雷擊中，這才讓其清醒並繼續襲擊抵抗勢力艦隊，得手後回到“至上號”。
最后，芮主動來到“至上號”見到凱羅忍，試圖利用凱羅忍內心的正邪矛盾來勸說他回頭，但當芮被帶去見史諾克時，史諾克才揭露二人原力「連結」的真相: 是他建立了芮和忍之間的原力連接，目的是為了引誘芮來此、得知路克的下落並徹底摧毀絕地武士。史諾克利用其極強的黑暗原力壓制芮並強行讀取到路克的位置，得手後再下令凱羅忍處決已失去利用價值的芮，来完成他黑暗面的訓練。 凱羅忍突然意識到自己只是被史諾克利用的工具，而這正是他無法接受的行為，憤怒之下他悄悄以原力操控史諾克放在身旁的路克光劍將其腰斬，並和芮聯手斬殺了所有斯諾克的侍衛。
但戰後，凱羅忍表示他這麼做是為了葬送新共和国、抵抗勢力、第一軍團、絕地、西斯等舊時代的「遺產」，並希望芮能加入他一起統治由他規劃的銀河系「完美秩序」。然而芮在猶豫不決之下還是拒絕凱羅忍，兩者在原力鬥爭下將路克的光劍也分成兩半。
在利用原力鎖喉制服赫克斯之後，凱羅忍迅速奪取了斯諾克遺下的領導權並帶領第一軍團攻打採礦行星克瑞特星的反抗軍同盟棄置基地的僅存抵抗勢力；儘管抵抗勢力艾米琳·何朵中將以拉杜斯號星際跳躍達至光速的捨身撞擊下，失去超級滅星艦至上號和大量復活級殲星艦使第一軍團受到毀滅性打擊，但第一軍團仍對幾近為風中殘燭的抵抗勢力有絕對優勢，更出動了一整排AT-M6全地域裝甲步行機的地面兵器，以及一門與銀河帝國時期的死星主炮使用同一種技術製作的巨炮，一炮轟掉抵抗勢力最後的防線門。
在圍捕幾近成功之際，路克·天行者却突然出現在了凱羅忍的視線中。這激起了凱羅忍無限的恐懼與憤怒，凱羅忍下令全員集火炮轟路克，然而路克却毫髮無損。凱羅忍便衝動地打算與他當面對峙，赫克斯想阻攔他，却也被凱羅忍用原力推倒在地。
滿腔怒火的凱羅忍獨自對抗路克，他朝路克揮出光劍但都會穿過路克的身體，這才發現面前的路克不是實體，只是當時依然守在阿奇托星上的路克用原力所投射的幻影，路克最後對凱羅忍宣稱他不是最後的絕地武士後消失無蹤。 
芮趕到並用原力救出所有困在洞裏的抵抗勢力成員，並集體搭上千年鷹號撤離星球，恍然大悟的凱羅忍帶着第一軍團衝進了基地卻發現功虧一簣，讓其再次陷入了精神麻痹的狀態。

### 星際大戰：天行者的崛起
在抵抗勢力成功逃脫第一軍團追捕的一年後，凱羅·忍意识到有股庞大的黑暗力量潜藏在未知区域深处，而这股力量和曾经的最高领袖史諾克有着密切的关系，他循着线索最终在「未知領域」深处的艾克西格星上一个阴暗而庞大的建筑内找到了这股黑暗力量的源头: 原本应该死了三十多年的银河帝国皇帝白卜庭，但被西斯信徒通過未知科技手段復活; 這個銀河帝國皇帝在ABY35年向全銀河宣告自己尚在人世，現任第一軍團的最高領袖的凱羅·忍到達該地後，白卜庭告诉凱羅·忍，黑暗原力可以做到很多违背自然的事情，通过白卜庭的對話，凱羅·忍还惊讶地发现曾经和他朝夕相处的前最高领袖史諾克，其實也是白卜庭创造出来的工具人，而第一軍團只是个开始，他还会给予凱羅更多，之後與白卜庭達成協議，等忍把最後的絕地武士芮殺掉後，藏匿於未知領域的西斯艦隊將納入第一軍團麾下，凱羅·忍會成為新銀河帝國的皇帝。
在离开艾克西格星后，凱羅·忍与其忍武士團集结，修好之前被砸坏的头盔之后回到舰队召集会议，宣布第一軍團将会和白卜庭的西斯舰队合并，成为一个真正的帝国，会议期间有军官反对第一軍團接纳白卜庭的西斯永恒舰队，认为他们是邪教，凱羅·忍立即把其锁喉并对所有军官下令准备镇压一切胆敢反抗的星球，随后凱羅·忍亲自带领忍武士团去追捕芮。
抵抗勢力決心要除掉白卜庭以阻止帝國捲土重來，於是芮、芬恩、波·戴姆倫與丘巴卡及C3PO駕駛千年鷹，一路行經帕薩納星（Passanna）、基奇米星（Kijimi）和凱夫伯星（Kef Bir）追查通往「未知領域」的線索，卻在這之中逐漸揭開了芮的身世。另一方面，凱羅·忍利用原力多次和芮連接並承諾會在雙方直接碰面後說出她身世的真相，而在恩多星上的死星二號遺跡上與芮一行人直接碰面，他向芮告知她的真實身分是白卜庭皇帝的孫女，而她的父母當年將他遺棄在一個未知星球上正是為了阻止皇帝的追蹤，但她的父母就不幸被祖父白卜庭發現並殺害; 而芮與身為黑武士之外孫的自己如能合作，呈現出的原力二元性會大幅強化雙方的實力。此時忍早已察覺白卜庭純粹只是利用自己來激發芮的真正本性，但仍然陷入原力黑暗面的凱羅·忍則希望能與芮聯手消滅皇帝來一起統治銀河。
但此時的芮因得知自己父母死亡的原因以及被強烈的憤怒和復仇慾望壓制，加上擁有絕地武士身份而拒絕凱羅·忍的建議，並與其展開光劍激戰，途中莉亞·歐嘉納用盡僅餘原力投射幻影顯形，勸導愛兒回頭，最後力竭老死。原本佔到上風的忍因喪母大受動搖而感到錯愕，被芮趁隙刺中一劍；但恢復清醒的她對忍仍舊懷抱光明的希望，就用原力治癒了對方。但芮對於在戰鬥中沉浸於憤怒而即將進入原力黑暗面成為西斯的自己感到恐懼，動身前往阿奇托星隱居。
而凱羅·忍受到莉亞與芮的原力影響並對原力黑暗面的自己大受動搖，更見到父親韓·索羅的幻影得到其原諒和開導，因此忍重新振作而回歸光明面，恢復為班·索羅，並丟掉原本的十字光劍以示他放棄作為第一軍團最高領導人的身分，更開始尋找芮的方向以提供支援。
另一方面，因路克·天行者開解而重新振作，號召全銀河的反抗軍同盟向西斯艦隊籌劃反攻的芮前往艾克西格星面對白卜庭，而班隨後到達。班到達後，因叛變遭到忍武士團圍攻，在即將落敗之際獲得芮以原力傳送光劍支援，打敗了忍武士團，繼續前往支援芮；在芮拒絕白卜庭希望她成為西斯女皇的提議後二人聯手反抗白卜庭，但面對擁有極其強大的黑暗原力的西斯尊主: 白卜庭面前仍不堪一擊，兩人身上的二元性的原力更被白卜庭吸走。皇帝不但恢復到巔峰狀態，更以原力閃電癱瘓所有反抗軍同盟船艦，而失去大量原力而虛弱不堪的班試圖掙扎而被白卜庭打飛。而同樣遭白卜庭吸取原力而虛弱的芮，望著天空中反抗軍同盟已逐漸居於劣勢的戰況感到絕望之際，突然從上千世代的絕地英靈(包括:歐比王、安納金、魁剛、尤達、路克、莉亞、雲度、阿索卡等絕地)呼喚聲中得到鼓勵，用天行者家族的兩把光劍將白卜庭的原力閃電給反彈回去，終究消滅了白卜庭。芮氣力放盡瀕亡，已受重傷的班把自己的生命用殘餘的原力傳送給芮，兩人相擁而吻後代替她面對了死亡的命運，隨後也化作絕地英靈消逝，天行者家脈從此斷絕。

## 評價
凱羅·忍的性格刻畫與亞當·崔佛的演技受到了不少讚美。許多人欣賞凱羅·忍性格還未成形導致的自我矛盾與內心衝突，並認為亞當·崔佛成功地詮釋了角色的複雜與深度，也對該角還有相當大的發展空間表示期待。不過有些人對凱羅·忍擁有和強大力量不相稱的脆弱性格表示失望，並覺得其外型設計抄襲了黑武士達斯·維達；也有些人表示凱羅·忍摘下頭盔後的形象和先前差異太大，認為作為一個反派，亞當·崔佛的長相不夠凶狠猙獰。
《衛報》的彼得·布拉德肖（英語：Peter Bradshaw）稱讚了凱羅·忍及其演員崔佛，他說：「忍非常殘酷、惡毒且反覆無常，不像以前的維達——影史上最偉大的反派之一——他會任性地揮舞光劍亂發脾氣。」、「崔佛深不可測的表情非常適合展現凱羅·忍在面對敵人的弱點時表現出的苛刻和蔑視。」IGN的泰莉·史瓦茲（英語：Terri Schwartz）寫道：「崔佛為這個角色增加了許多深度，凱羅·忍的故事留給了觀眾許多可以思考的地方。」教廷的《羅馬觀察報》表示：「作為達斯·維達的繼任反派，凱羅·忍戴著頭盔只是為了模仿他的前輩。」的凱爾·布坎南（英語：Kyle Buchanan）表示電影《原力覺醒》中凱羅·忍第一次拿下頭盔那刻「拍得一副煞有其事的樣子，結果呢——不過就是長髮的亞當·崔佛。」

## 備註
1. ↑  迪士尼收購盧卡斯影業後，之前出版的星際大戰小說、漫畫均被列為傳奇（非正史），而班·天行者為小說人物。
2. ↑  勞倫斯·卡斯丹也是星際大戰電影《帝國大反擊》、《絕地大反攻》以及2018年韓索羅外傳的編劇
3. ↑  亞當·崔佛當時同時進行《原力覺醒》和影集《女孩我最大》第四季的拍攝，時常在英國和美國之間趕場[7]。

## 外部連結
- Wookieepedia上的相关条目：凱羅·忍（英文）
- 凱羅·忍在星球大戰資料庫（英文）